# مرا ببوس خداحافظ
مرا ببوس خداحافظ (انگلیسی: Kiss Me Goodbye) فیلمی در ژانر کمدی رمانتیک به کارگردانی رابرت مالیگن است که در سال ۱۹۸۲ منتشر شد.

## بازیگران
- سالی فیلد
- جیمز کان
- جف بریجز
- کلر تروور
- پال دولی
- میلدرد ناتویک
- مایکل انسین
- استیون الیوت
- ویلیام پرینس
- برت آلیور
- لی ویور